# Liste künstlicher Objekte auf dem Mond

Der Mond mit den Orten der gelungenen weichen Landungen

Die Liste künstlicher Objekte auf dem Mond enthält die meisten der künstlichen Objekte, die auf der Mondoberfläche gelandet oder aufgeschlagen sind (in letzterem Fall sind die Objekte als solche teilweise nicht mehr vorhanden, da vollständig zerstört). Nicht aufgeführt sind kleinere Objekte wie die Retroreflektoren für die Entfernungsmessung und das Apollo Lunar Surface Experiment Package. Ebenso fehlen mehrere kleine Objekte der Apollo-Astronauten, wie die Golfbälle, die von Alan Shepard während der Apollo-14-Mission geschlagen wurden, Flaggen oder die Statuette Fallen Astronaut, die von der Besatzung von Apollo 15 auf dem Mond zurückgelassen wurde. Bis zum Jahr 2012 waren insgesamt 748 Objekte auf dem Mond verblieben.
Fünf Raketenoberstufen des Apollo-Programms bilden die schwersten Objekte. Während über 190 Tonnen auf den Weg zum Mond gebracht wurden (das Landegewicht war wegen des aufgebrauchten Treibstoffs geringer), wurden nur 384 kg Mondgestein von den Apollo- und Luna-Missionen sowie von Chang’e 5 zur Erde zurückgebracht.
Die einzigen künstlichen Objekte auf dem Mond, die seit dem Ende der jeweiligen Mission noch genutzt werden, sind die Retroreflektoren für das Lunar Laser Ranging Experiment (LLR) aus dem Apollo-Programm sowie von Lunochod 2 und seit dem 22. April 2010 wieder von Lunochod 1.
Die Objekte mit einer Position größer als 90° Ost oder West befinden sich auf der Mondrückseite. Dies sind Ranger 4, Lunar Orbiter 1, Lunar Orbiter 2, Lunar Orbiter 3, der Relaissatellit von Kaguya, Longjiang-2 sowie als einziges bislang weich gelandetes Objekt die chinesische Raumsonde Chang’e-4.
Die Objekte sind in der Reihenfolge ihres Aufschlags beziehungsweise ihrer Landung aufgeführt.

## Liste
| Objekt                                     | Land/Raumfahrtagentur    | Landung                          | Startmasse (kg) 1 | Position                                                      | Anmerkungen | Bild |
| ------------------------------------------ | ------------------------ | -------------------------------- | ----------------- | ------------------------------------------------------------- | --- | ---- |
| Lunik 2                                    | Sowjetunion              | 13. September 1959               | 390               | 29,1° N, 0° O Palus Putredinis                                | Erste Raumsonde, die gezielt auf dem Mond aufschlug. |      |
| Dritte Raketenstufe der Wostok von Lunik 2 | Sowjetunion              | 13. September 1959               | 9.100             | 29,1° N, 0° O Palus Putredinis                                | Schlug 30 Minuten nach Lunik 2 ebenfalls oberhalb Palus Putredinis, zwischen den Kratern Archimedes und Autolycus, ein. |      |
| Ranger 4                                   | USA (NASA)               | 26. April 1962                   | 331               | 12,9° S, 129,1° W                                             | Ranger 4 war trotz des Fehlschlags das erste US-Raumfahrzeug, das die Mondoberfläche erreichte. |      |
| Ranger 6                                   | USA (NASA)               | 2. Februar 1964                  | 381               | 9,4° N, 21,5° O Mare Tranquillitatis                          | Die Kameras ließen sich unmittelbar vor dem Aufschlag nicht aktivieren. |      |
| Ranger 7                                   | USA (NASA)               | 31. Juli 1964                    | 366               | 10,6° S, 20,61° W Mare Cognitum                               | Die Sonde übermittelte unmittelbar vor dem Aufschlag 4.300 Bilder. |      |
| Ranger 8                                   | USA (NASA)               | 20. Februar 1965                 | 367               | 2,64° N, 24,77° O Mare Tranquillitatis                        | Die Sonde übertrug vor dem Aufschlag 7.300 Bilder. |      |
| Ranger 9                                   | USA (NASA)               | 24. März 1965                    | 367               | 12,79° S, 2,36° W Krater Alphonsus                            | Übermittelte vor dem Aufschlag 5.800 Bilder, die auch live im US-Fernsehen gezeigt wurden. |      |
| Luna 5                                     | Sowjetunion              | 12. Mai 1965                     | 1.474             | 1,6° S, 25° W Mare Nubium                                     | Abgestürzt, nachdem die Bodenstation die Kontrolle über das Haupttriebwerk verloren hatte. |      |
| Luna 7                                     | Sowjetunion              | 7. Oktober 1965                  | 1.504             | 9,8° N, 47,8° W Oceanus Procellarum                           | Absturz, nachdem das Lagekontrollsystem ausfiel, so dass die Zündung des Bremstriebwerks ausblieb. |      |
| Luna 8                                     | Sowjetunion              | 6. Dezember 1965                 | 1.550             | 9,6° N, 62° W Oceanus Procellarum                             | Geriet neun Sekunden nach Zünden des Bremstriebwerks in Rotation und schlug hart auf dem Mond auf. |      |
| Luna 9                                     | Sowjetunion              | 3. Februar 1966                  | 1.580             | 7,13° N, 64,37° W Oceanus Procellarum                         | Die erste weiche Landung auf dem Mond – und damit überhaupt auf einem fremden Himmelskörper – in der Geschichte der Raumfahrt.                                                                                                 |      |
| Luna 10                                    | Sowjetunion              | 30. Mai 1966                     | 1.600             | unbekannt                                                     | Orbiter, spielte am 3. April 1966 die Internationale ab. Schlug auf dem Mond auf. |      |
| Surveyor 1                                 | USA (NASA)               | 2. Juni 1966                     | 270               | 2,45° S, 43,22° W Oceanus Procellarum                         | Erste weiche Landung einer US-amerikanischen Sonde auf dem Mond. Die Sonde arbeitete rund sechs Wochen und übertrug 11.200 Bilder.                                                                                             |      |
| Surveyor 2                                 | USA (NASA)               | 22. September 1966               | 292               | 4° S, 11° W Mare Insularum                                    | Wurde beim harten Aufschlag zerstört. |      |
| Lunar Orbiter 1                            | USA (NASA)               | 29. Oktober 1966                 | 386               | 6,35° N, 160,72° O                                            | Ab dem 26. Mondumlauf am 18. August begann er mit den Aufnahmen und übermittelte bis zum Absturz insgesamt 229 Bilder. |      |
| Luna 11                                    | Sowjetunion              | 31. Oktober 1966                 | 1.640             | unbekannt                                                     | War ein Orbiter der verbesserten Serie E-6LF und wurde am 24. August 1966 gestartet. |      |
| Luna 13                                    | Sowjetunion              | 24. Dezember 1966                | 1.700             | 18,87° N, 63,05° W Oceanus Procellarum                        | Eine instrumentell verbesserte Version von Luna 9. |      |
| Luna 12                                    | Sowjetunion              | 19. Januar 1967                  | 1.670             | unbekannt                                                     | Die Wiederholung der Mission mit Luna 11, gestartet am 22. Oktober 1966, verlief erfolgreich. |      |
| Surveyor 3                                 | USA (NASA)               | 20. April 1967                   | 281               | 2,99° S, 23,34° W Oceanus Procellarum                         | Teile der Sonde wurden von den Astronauten der Mission Apollo 12 demontiert und zurück auf die Erde gebracht. |      |
| Surveyor 4                                 | USA (NASA)               | 17. Juli 1967                    | 283               | 0,45° N, 1,39° W Sinus Medii                                  | Schlug drei Tage nach ihrem Start hart auf. |      |
| Surveyor 5                                 | USA (NASA)               | 11. September 1967               | 281               | 1,42° N, 23,2° O Mare Tranquillitatis                         | Übersandte bis zum 17. Dezember 1967 19.000 Bilder, Daten und analysierte eine Bodenprobe. |      |
| Lunar Orbiter 3                            | USA (NASA)               | 10. Oktober 1967                 | 386               | 14,6° N, 97,7° W                                              | Gilt wegen einiger Fehlfunktionen als nicht erfolgreich. |      |
| Lunar Orbiter 2                            | USA (NASA)               | 11. Oktober 1967                 | 385               | 2,9° N, 119,1° O                                              | Übertrug 817 Bilder bis zum Aufschlag am 11. Oktober 1967. |      |
| Lunar Orbiter 4                            | USA (NASA)               | 31. Oktober 1967                 | 386               | zw. 22° u. 30° W                                              | Die Sonde machte 546 Bilder. Dadurch wurde die Mondvorderseite fast vollständig und die Rückseite zu etwa 3/4 erfasst. |      |
| Surveyor 6                                 | USA (NASA)               | 10. November 1967                | 282               | 0,53° N, 1,4° W Sinus Medii                                   | Die Sonde übermittelte 15.000 Bilder und zahlreiche Daten. Am 17. November 1967 wurde ihr Triebwerk erneut gestartet und die Sonde setzte dann 2,5 m entfernt wieder auf.                                                      |      |
| Surveyor 7                                 | USA (NASA)               | 10. Januar 1968                  | 290               | 40,86° S, 11,47° W Krater Tycho                               | Die Sonde übersandte bis zum 21. Februar 1968 21.000 Bilder. |      |
| Lunar Orbiter 5                            | USA (NASA)               | 31. Januar 1968                  | 386               | 2,8° S, 83,1° W                                               | Ab dem 6. August 1967 wurden 844 Bilder übertragen, u. a. von der noch nicht ganz erfassten Mondrückseite. |      |
| Luna 14                                    | Sowjetunion              | 1968                             | 1.670             | unbekannt                                                     | Mit der Sonde wurde unter anderem das Kommunikationssystem für das bemannte sowjetische Mondprogramm getestet sowie weitere wissenschaftliche Experimente durchgeführt.                                                        |      |
| Apollo 10 LEM Abstiegsstufe (Snoopy)       | USA (NASA)               | unbekannt                        | 2.211             | unbekannt                                                     | Simulation der für Apollo 11 geplanten Mondlandung bis 14 km Höhe über der Mondoberfläche. Die Abstiegsstufe verblieb am 22. Mai 1969 in einer Mondumlaufbahn und stürzte zu einem unbekannten Zeitpunkt nach Missionsende ab. |      |
| Apollo 11 LEM Abstiegsstufe (Eagle)        | USA (NASA)               | 20. Juli 1969                    | 2.034             | 0,67408° N, 23,47297° O Mare Tranquillitatis                  | Die erste bemannte Landung auf dem Mond. Erster Transport von Mondgestein zur Erde. |      |
| Luna 15                                    | Sowjetunion              | 21. Juli 1969                    | 2.718             | 17° N, 60° O Mare Crisium                                     | Die ersten Rückführungssonden der Serie E-8-5 sollten vor den Amerikanern Mondgestein zurückbringen, allerdings schlug die Sonde hart auf dem Mond auf.                                                                        |      |
| Apollo 11 LEM Aufstiegsstufe (Eagle)       | USA (NASA)               | 1969                             | 2.184             | unbekannt                                                     | Schwenkte in eine Mondumlaufbahn ein und koppelte wieder an der Kommandokapsel an. Die Stufe verblieb am 21. Juli 1969 in einer Mondumlaufbahn und stürzte später ab.                                                          |      |
| Apollo 12 LEM Abstiegsstufe (Intrepid)     | USA (NASA)               | 19. November 1969                | 2.211             | 2,99° S, 23,34° W Oceanus Procellarum                         | Zweite bemannte Mondlandung. Der Landeplatz war so gewählt, dass Experimentergebnisse von Surveyor 3 abgeholt werden konnten.                                                                                                  |      |
| Apollo 12 LEM Aufstiegsstufe (Intrepid)    | USA (NASA)               | 20. November 1969                | 2.164             | 3,94° S, 21,2° W Mare Insularum                               | Intrepid schlug mit etwa 1,5 km/s Geschwindigkeit etwa 72 km entfernt vom Seismometer auf. Die Daten des folgenden Mondbebens wurden vom ALSEP direkt an die Erde gefunkt.                                                     |      |
| Apollo 13 S-IVB (S-IVB-508)                | USA (NASA)               | 14. April 1970                   | 13.454            | 2,75° S, 27,86° W Oceanus Procellarum                         | Der Einschlag entsprach der Sprengwirkung von gut 10 t TNT. Nach ungefähr 30 Sekunden registrierte das von Apollo 12 aufgestellte Seismometer den Einschlag. Bild der Einschlagstelle des LRO:                                 |      |
| Luna 16                                    | Sowjetunion              | 20. September 1970               | < 5.727           | 0,68° S, 56,3° O Mare Fecunditatis                            | Brachte als erste sowjetische Mission Mondgestein zur Erde. |      |
| Luna 17                                    | Sowjetunion              | 17. November 1970                | 4.844             | 38,2378° N, 35,0017° W Mare Imbrium                           | Setzte Lunochod 1 ab, den ersten ferngesteuerten Rover auf einem anderen Himmelskörper. |      |
| Lunochod 1                                 | Sowjetunion              | 17. November 1970                | 757               | 38,3152° N, 35,008° W                                         | Der Rover legte 10.540 m zurück, übertrug mehr als 20.000 Bilder, über 200 Panoramen und untersuchte über 500 Bodenproben. Lunochod 1 wurde im März 2010 von LRO wiederentdeckt.                                               |      |
| Apollo 14 S-IVB (S-IVB-509)                | USA (NASA)               | 4. Februar 1971                  | 14.016            | 8,09° S, 26,02° W Mare Cognitum                               | Aufschlag auf der Mondoberfläche für seismische Experimente. |      |
| Apollo 14 LEM Abstiegsstufe (Antares)      | USA (NASA)               | 5. Februar 1971                  | 2.144             | 3,6453° S, 17,47136° W Fra Mauro-Krater                       | Dritte bemannte Mondlandung, als Ziel war das Fra Mauro-Hochland anvisiert, das eigentlich von Apollo 13 besucht werden sollte.                                                                                                |      |
| Apollo 14 LEM Aufstiegsstufe (Antares)     | USA (NASA)               | 7. Februar 1971                  | 2.132             | 3,42° S, 19,67° W Oceanus Procellarum                         | Am Ende des letzten Außenbordeinsatzes wurde Alan Shepard zum ersten Golfspieler auf dem Mond. |      |
| Apollo 15 S-IVB (S-IVB-510)                | USA (NASA)               | 29. Juli 1971                    | 14.036            | 1,51° S, 17,48° W Fra Mauro-Krater                            | Aufschlag auf der Mondoberfläche für seismische Experimente. |      |
| Apollo 15 LEM Abstiegsstufe (Falcon)       | USA (NASA)               | 31. Juli 1971                    | 2.809             | 26,13222° N, 3,63386° O Hadley-Rille                          | Vierte bemannte Mondlandung. |      |
| Apollo 15 Lunar Roving Vehicle             | USA (NASA)               | 2. August 1971                   | 262               | 26,08° N, 3,66° O Hadley-Rille                                | Erstes Mondauto. Als die Crew das Mondauto montierte, musste David Scott feststellen, dass die Vorderlenkung defekt war. |      |
| Apollo 15 LEM Aufstiegsstufe (Falcon)      | USA (NASA)               | 3. August 1971                   | 2.132             | 26,36° N, 0,25° O Palus Putredinis                            | Aufschlag auf der Mondoberfläche. |      |
| Luna 18                                    | Sowjetunion              | 11. September 1971               | 5.600             | 3,57° N, 56,5° O Mare Fecunditatis                            | Verstummte bei der Landung und ist eventuell in unzugänglichem Gelände umgekippt oder bei der Landung beschädigt worden. |      |
| Luna 20                                    | Sowjetunion              | 21. Februar 1972                 | < 5.727           | 3,53° N, 56,55° O Apollonius-Hochland                         | Landete etwa 1800 m von Luna 18 entfernt und gewann 55 g Bodenproben, da der Bohrer nur 15 cm tief eindringen konnte. |      |
| Apollo 16 S-IVB (S-IVB-511)                | USA (NASA)               | 19. April 1972                   | 14.002            | 1,921° N, 24,623° W Mare Insularum                            | Aufschlag auf der Mondoberfläche für seismische Experimente. |      |
| Apollo 16 LEM Abstiegsstufe (Orion)        | USA (NASA)               | 20. April 1972                   | 2.765             | 8,97301° S, 15,50019° O Descartes-Hochplateau                 | Fünfte bemannte Landung auf dem Mond. Ziel war das Cayley-Hochland, in der Nähe des Descartes-Kraters. |      |
| Apollo 16 Lunar Roving Vehicle             | USA (NASA)               | 24. April 1972                   | 462               | 8,97° S, 15,51° O Descartes-Hochplateau                       | Zweites Mondauto, legte 26,6 Kilometer zurück. |      |
| Apollo 16 LEM Aufstiegsstufe (Orion)       | USA (NASA)               | 24. April 1972                   | 2.138             | unbekannt                                                     | Aufschlag auf der Mondoberfläche. |      |
| Apollo 16 Subsatellit                      | USA (NASA)               | 29. Mai 1972                     | 42                | unbekannt                                                     | |      |
| Explorer 49 (RAE-B)                        | USA (NASA)               | 29. Mai 1972                     | 328               | unbekannt                                                     | Wurde in eine Mondumlaufbahn gebracht und untersuchte Radiostrahlung in einem Frequenzbereich von 25 kHz bis 13,1 MHz. |      |
| Luna 19                                    | Sowjetunion              | 30. September 1972               | 5.600             | unbekannt                                                     | War ein Mondorbiter. Man hatte ein Lunochod ohne Räder in einen Mondorbit gebracht und dieses mit weiteren Experimenten ausgerüstet.                                                                                           |      |
| Apollo 17 S-IVB (S-IVB-512)                | USA (NASA)               | 10. Dezember 1972                | 13.960            | 4,21° S, 22,31° W                                             | Aufschlag auf der Mondoberfläche für seismische Experimente. |      |
| Apollo 17 LEM Abstiegsstufe (Challenger)   | USA (NASA)               | 11. Dezember 1972                | 2.798             | 20,1908° N, 30,77168° O Taurus-Littrow                        | Sechste und bisher letzte bemannte Mondlandung. |      |
| Apollo 17 Lunar Roving Vehicle             | USA (NASA)               | 14. Dezember 1972                | 462               | 20,17° N, 30,77° O Taurus-Littrow                             | Drittes Mondauto, im Gegensatz zu den früheren Einsätzen keine Defekte an der Lenkung. |      |
| Apollo 17 LEM Aufstiegsstufe (Challenger)  | USA (NASA)               | 15. Dezember 1972                | 2.150             | 19,96° N, 30,5° O Taurus-Littrow                              | Aufschlag auf der Mondoberfläche. |      |
| Luna 21                                    | Sowjetunion              | 15. Januar 1973                  | 4.727             | 25,85° N, 30,45° O Krater Le Monnier                          | War der Lander von Lunochod 2 |      |
| Lunochod 2                                 | Sowjetunion              | 15. Januar 1973                  | 840               | 25,47° N, 30,54° O Krater Le Monnier                          | Obgleich diese Mission nur fünf Monate dauerte, legte der Rover über 39 km zurück und hält damit den Rekord für die längste zurückgelegte Strecke eines Fahrzeugs auf dem Mond.                                                |      |
| Apollo 15 Subsatellit                      | USA (NASA)               | 22. Januar 1973                  | 36                | unbekannt                                                     | |      |
| Explorer 35 (IMP-E)                        | USA (NASA)               | 24. Juni 1973                    | 104               | unbekannt                                                     | Ein drallstabilisierter Satellit zur Erforschung des Magnetfeldes im Mondorbit. |      |
| Luna 23                                    | Sowjetunion              | 6. November 1974                 | 5.600             | 13° N, 62° O                                                  | Landete zwar erfolgreich, doch wurde bei der Landung der Bohrer beschädigt, so dass keine Bodenproben gewonnen wurden. |      |
| Luna 22                                    | Sowjetunion              | 2. November 1975                 | 4.000             | unbekannt                                                     | Arbeitete bis zum 2. September 1975 im Mondorbit. |      |
| Luna 24                                    | Sowjetunion              | 18. August 1976                  | < 5.800           | 12,75° N, 62,2° O Mare Crisium                                | Die letzte Luna-Sonde brachte 170 g Mondgestein zur Erde. |      |
| Hiten Orbiter (Hagoromo)                   | Japan (ISAS)             | 19. März 1990                    | 12                | unbekannt                                                     | Tochtersonde von Hiten. |      |
| Hiten                                      | Japan (ISAS)             | 10. April 1993                   | 143               | 34,3° S, 55,6° O                                              | Es handelte sich um ein Technologieexperiment. Die wissenschaftliche Mission der Sonde beschränkte sich auf die Messung des kosmischen Staubes zwischen Erde und Mond mittels des Munich Dust Counter.                         |      |
| Lunar Prospector                           | USA (NASA)               | 31. Juli 1999                    | 126               | 87,7° S, 42,1° O Shoemaker-Krater                             | Der Orbiter war mit sechs wissenschaftlichen Experimenten bestückt. |      |
| SMART-1                                    | ESA                      | 3. September 2006                | 307               | 34,24° S, 46,12° W Lacus Excellentiae                         | Ein Hauptziel der Mission war es, einen neuartigen, solarelektrisch betriebenen Ionenantrieb und neue Navigations- und Kommunikationstechniken zu testen.                                                                      |      |
| Chandrayaan-1 Moon Impact Probe            | Indien (ISRO)            | 14. November 2008                | 29                | 89,9° S, 0° O Shackleton-Krater                               | Auf der MIP waren ein Massenspektrometer, eine Videokamera und ein Radar-Höhenmesser verbaut worden. Das Äußere der Einschlagsonde war an den Seiten mit den indischen Landesfarben bemalt.                                    |      |
| Kaguya-Subsatellit (Okina)                 | Japan (JAXA)             | 12. Februar 2009                 | 53                | 28,2° N, 159° W nahe Mineur Krater                            | Der Relaissatellit wurde zum Weiterleiten des Signals zwischen dem Orbiter und der Erde genutzt. |      |
| Chang’e-1                                  | VR China (CNSA)          | 1. März 2009                     | 2.350             | 1,5° S, 52,36° O Mare Fecunditatis                            | Es sollen Technologien für zukünftige Missionen getestet sowie die Beschaffenheit der Mondoberfläche und des Gesteins studiert werden.                                                                                         |      |
| Kaguya                                     | Japan (JAXA)             | 10. Juni 2009                    | 1.720             | 80,4° N, 65,5° W Gill-Krater                                  | Machte die ersten HDTV-Bilder vom Mond, erfolgreiche Mission. |      |
| Centaur-Oberstufe                          | USA (NASA)               | 9. Oktober 2009 11:31 UTC        | 1.930             | 84,675° S, 48,725° W Cabeus-Krater                            | Die Centaur stürzte mit einer Geschwindigkeit von 2,5 km/s ungebremst in einem Winkel von etwa 70° auf den Mond. |      |
| LCROSS                                     | USA (NASA)               | 9. Oktober 2009 11:35 UTC        | 585               | 84,729° S, 49,36° W Cabeus-Krater                             | Aufschlag etwa vier Minuten nach der Centaur-Oberstufe, konnte beim Durchqueren der Wolke wissenschaftliche Daten über deren Zusammensetzung gewinnen und in Echtzeit zur Erde funken.                                         |      |
| GRAIL A („Ebb“)                            | USA (NASA)               | 17. Dezember 2012 22:28:51 UTC   | 133               | 75,62° N, 26,63° W zwischen den Kratern Philolaus und Mouchez | Die Raumsonde kollidierte zum planmäßigen Missionsende mit einem unbenannten Berg. Der Ort des Einschlags wurde von der NASA nach der verstorbenen Astronautin Sally Ride benannt.                                             |      |
| GRAIL B („Flow“)                           | USA (NASA)               | 17. Dezember 2012 22:29:21 UTC   | 133               | 75,62° N, 26,63° W zwischen den Kratern Philolaus und Mouchez | Die Raumsonde kollidierte zum planmäßigen Missionsende mit einem unbenannten Berg. Der Ort des Einschlags wurde von der NASA nach der verstorbenen Astronautin Sally Ride benannt.                                             |      |
| Chang’e-3                                  | VR China (CNSA)          | 14. Dezember 2013 13:11:18 UTC   | 1.200             | 44,115° N, 19,515° W Mare Imbrium                             | Der Lander Chang’e-3 hatte den Rover Yutu an Bord. Der erste Rover auf dem Mond seit Lunochod 2 im Jahr 1973. Die Masse des Rovers beträgt 140 kg.                                                                             |      |
| LADEE                                      | USA (NASA)               | 18. April 2014 04:30 – 05:22 UTC | 383               | 11,97° N, 93,56° W Sundman V-Krater                           | Die Mission endete mit einem geplanten Aufschlag am östlichen Rand des Sundman V-Kraters. |      |
| Chang’e-4                                  | VR China (CNSA)          | 3. Januar 2019 2:26 UTC          | 1.340             | 45,5° S, 178° O Von Kármán-Krater im Südpol-Aitken-Becken     | Erste Landung auf der Mondrückseite. Der Lander Chang’e-4 hatte den Rover Jadehase 2 an Bord. Die Masse des Rovers beträgt 140 kg.                                                                                             |      |
| Beresheet                                  | Israel (SpaceIL)         | 11. April 2019 19:23 UTC         | 585               | ca. 27,3° N, 18,4° O Mare Serenitatis                         | Erster israelischer und erster privat finanzierter Mondlander. Während der Landung abgestürzt. |      |
| Longjiang-2 (DSLWP B)                      | VR China (CNSA)          | 31. Juli 2019 14:20 UTC          | 47                | erdabgewandte Mondseite                                       | Erprobungssatellit für niederfrequente Radioastronomie und Amateurfunksatellit, nach Missionsende erwartungsgemäß abgestürzt.                                                                                                  |      |
| Vikram mit Pragyan von Chandrayaan-2       | Indien (ISRO)            | 6. September 2019 ca. 20:20 UTC  | 1.471             | 70,88° S, 22,78° O                                            | Lander mit Rover, fehlgeschlagene Landung |      |
| Chang’e 5- Landestufe                      | VR China                 | 1. Dezember 2020 15:11 UTC       |                   | 43,1° N, 51,8° W                                              | Lander zur Probenrückführung |      |
| Chang’e 5- Aufstiegsstufe                  | VR China                 | 7. Dezember 2020 ca. 23:30 UTC   |                   | ca. 30° S, 0° O                                               | |      |
| Hakuto-R M1 mit Raschid und Sora-Q         | Japan (ispace)           | 25. April 2023 16:45 UTC         |                   | 47,58° N, 44,09° O                                            | Lander mit Rovern, fehlgeschlagene Landung |      |
| Luna 25                                    | Russland                 | 19. August 2023 11:58 UTC        | 1.237             | 57,55° S, 60,51° O Pontécoulant-G                             | Lander zur Erkundung der Südpolregion. Fehlschlag. |      |
| Chandrayaan-3                              | Indien (ISRO)            | 23. August 2023 12:32 UTC        | 3.900             | 69,37° S, 32,35° O                                            | Lander mit Rover, Erfolg |      |
| Pragyan                                    | Indien (ISRO)            | 23. August 2023                  | 26                | 69,37° S, 32,35° O                                            | Rover der Chandrayaan-3-Mission |      |
| SLIM                                       | Japan (JAXA)             | 19. Januar 2024 ca. 15:20 UTC    | ca. 730           | 13,316° S, 25,249° O                                          | Lander |      |
| LEV-1                                      | Japan (JAXA)             | 19. Januar 2024 ca. 15:20 UTC    | 2,1               | 13,316° S, 25,249° O                                          | Kleinrover |      |
| LEV-2                                      | Japan (JAXA)             | 19. Januar 2024 ca. 15:20 UTC    | 0,25              | 13,316° S, 25,249° O                                          | Kleinrover |      |
| IM-1                                       | USA (Intuitive Machines) | 22. Februar 2024 23:23 UTC       | 2030              | 80,1278° S, 1,435° O                                          | Lander |      |
| Chang’e 6- Landestufe                      | VR China                 | 1. Juni 2024                     |                   |                                                               | Lander zur Probenrückführung |      |
| Chang’e 6- Aufstiegsstufe                  | VR China                 | Juni 2024                        | 700               |                                                               | |      |
| Blue Ghost Mission 1                       | USA (Firefly Aerospace)  | 2. März 2025                     |                   |                                                               | Lander |      |
| IM-2                                       | USA (Intuitive Machines) | 6. März 2025                     |                   |                                                               | Lander |      |
| Hakuto-R M2                                | Japan (ispace)           | 5. Juni 2025                     | ca. 1.000         | 60,4445° N, 4,588° W                                          | Lander mit Rover, fehlgeschlagene Landung |      |
| 73 Missionen                               | Startmasse gesamt:       | Startmasse gesamt:               | ca. 200 t         |                                                               | |      |

## Trivia
An den Landeplätzen der sechs Apollo-Missionen wurden insgesamt 96 Säcke hinterlassen. Sie enthalten Kot, Urin und Erbrochenes der Astronauten.

## Bildergalerie

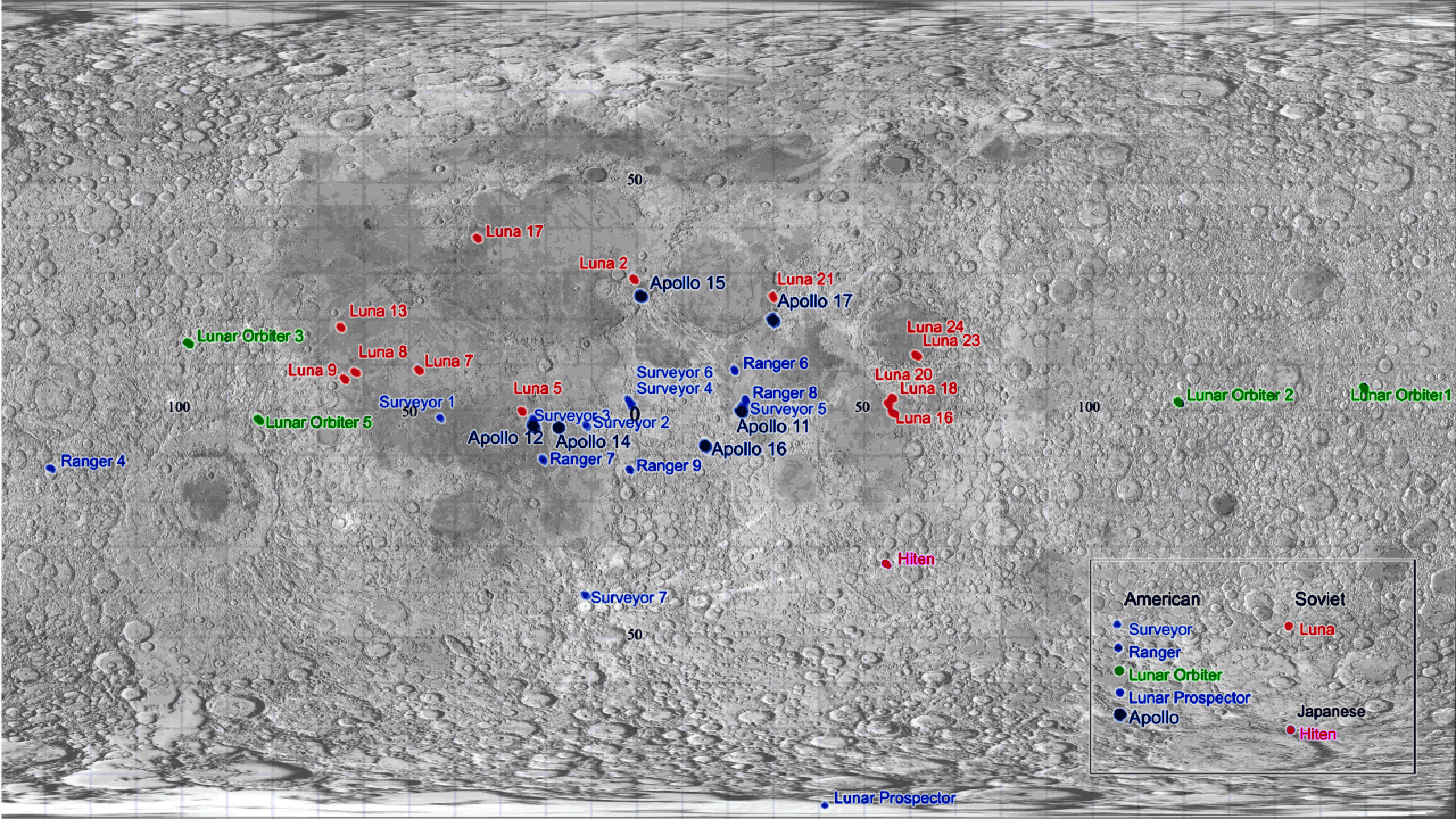
Mondkarte mit künstlichen Objekten und Breiten- und Längengradgitter
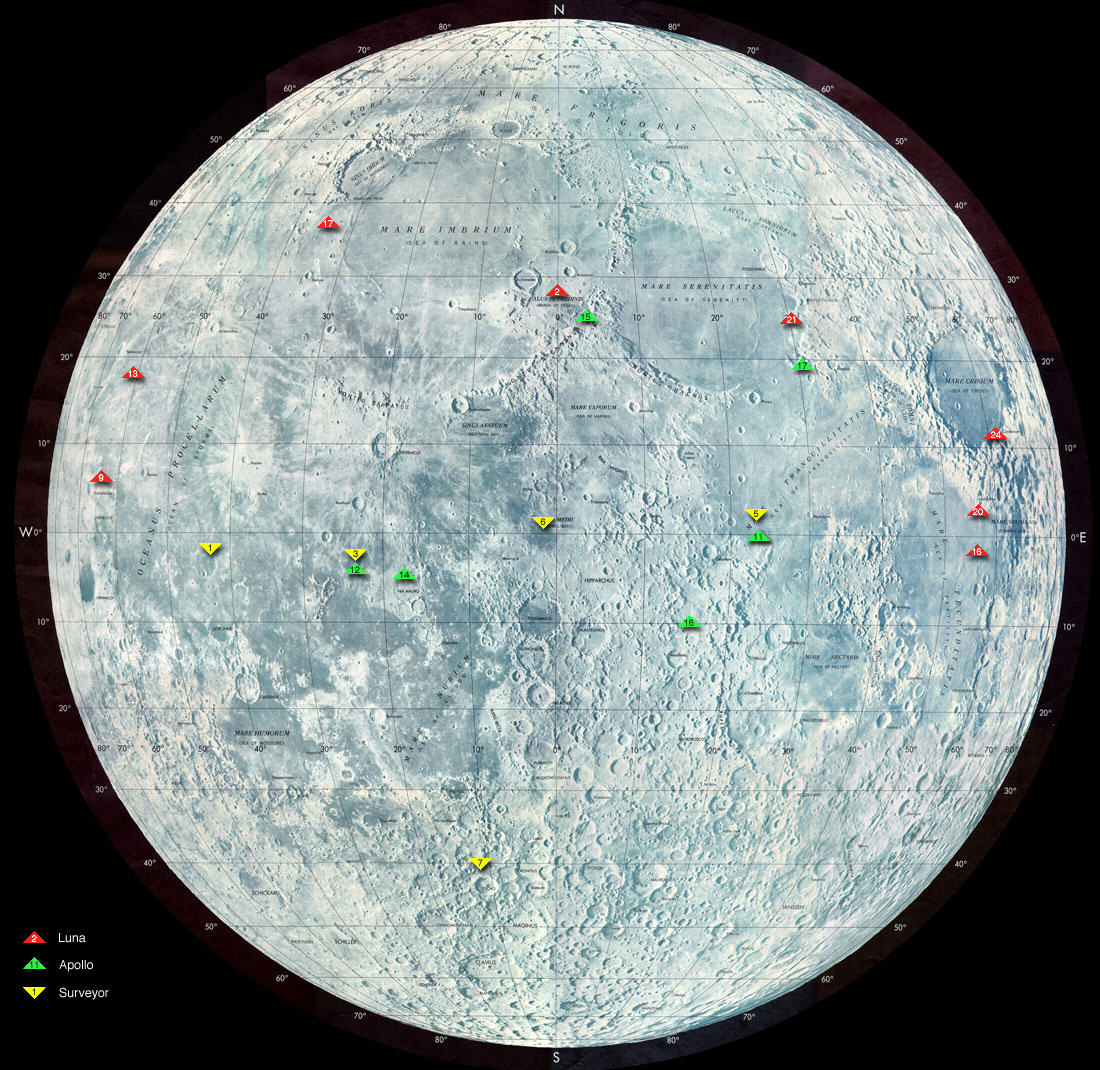
Mondkarte mit einigen Landeplätzen
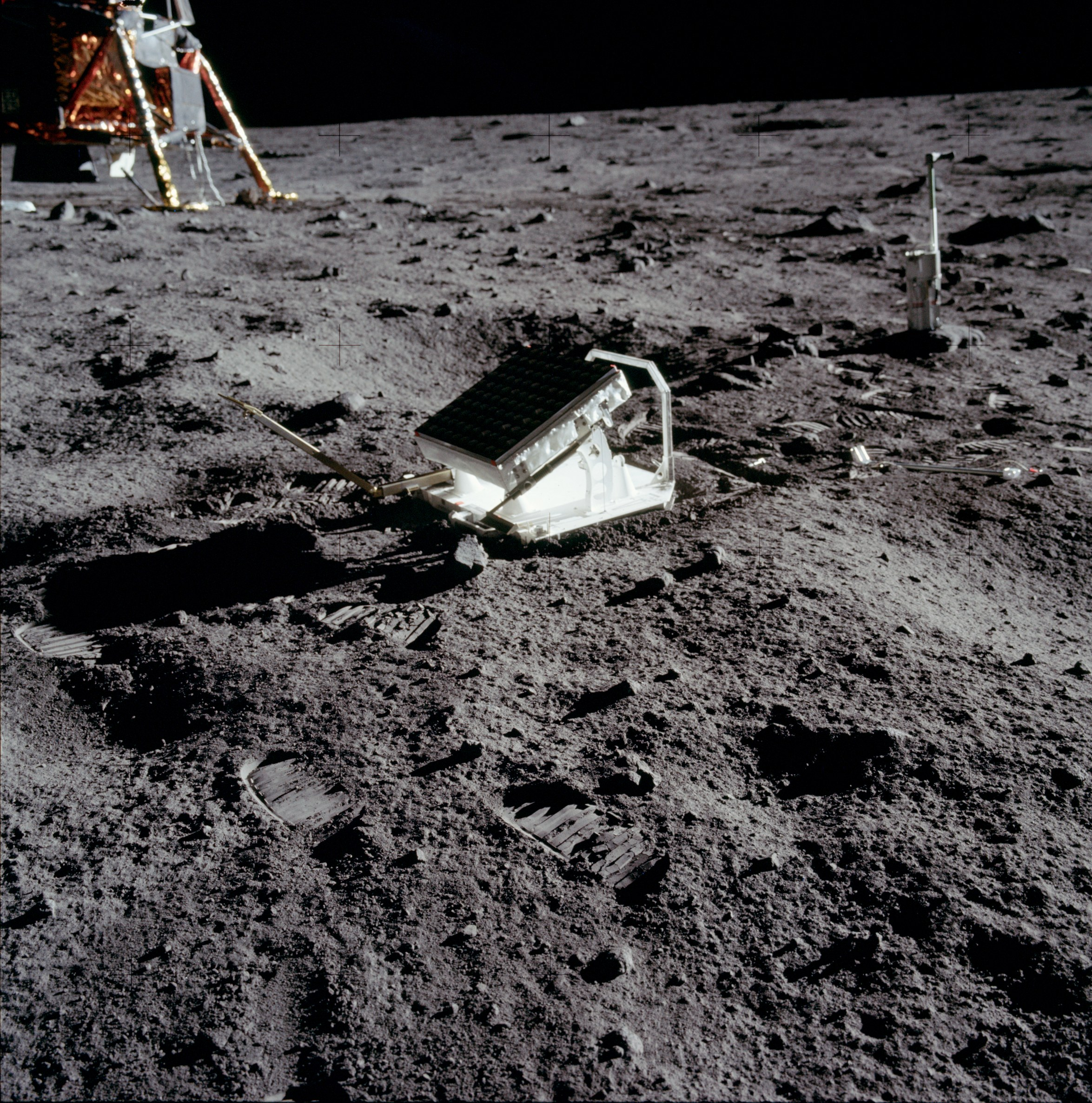
Retroreflektor von Apollo 11
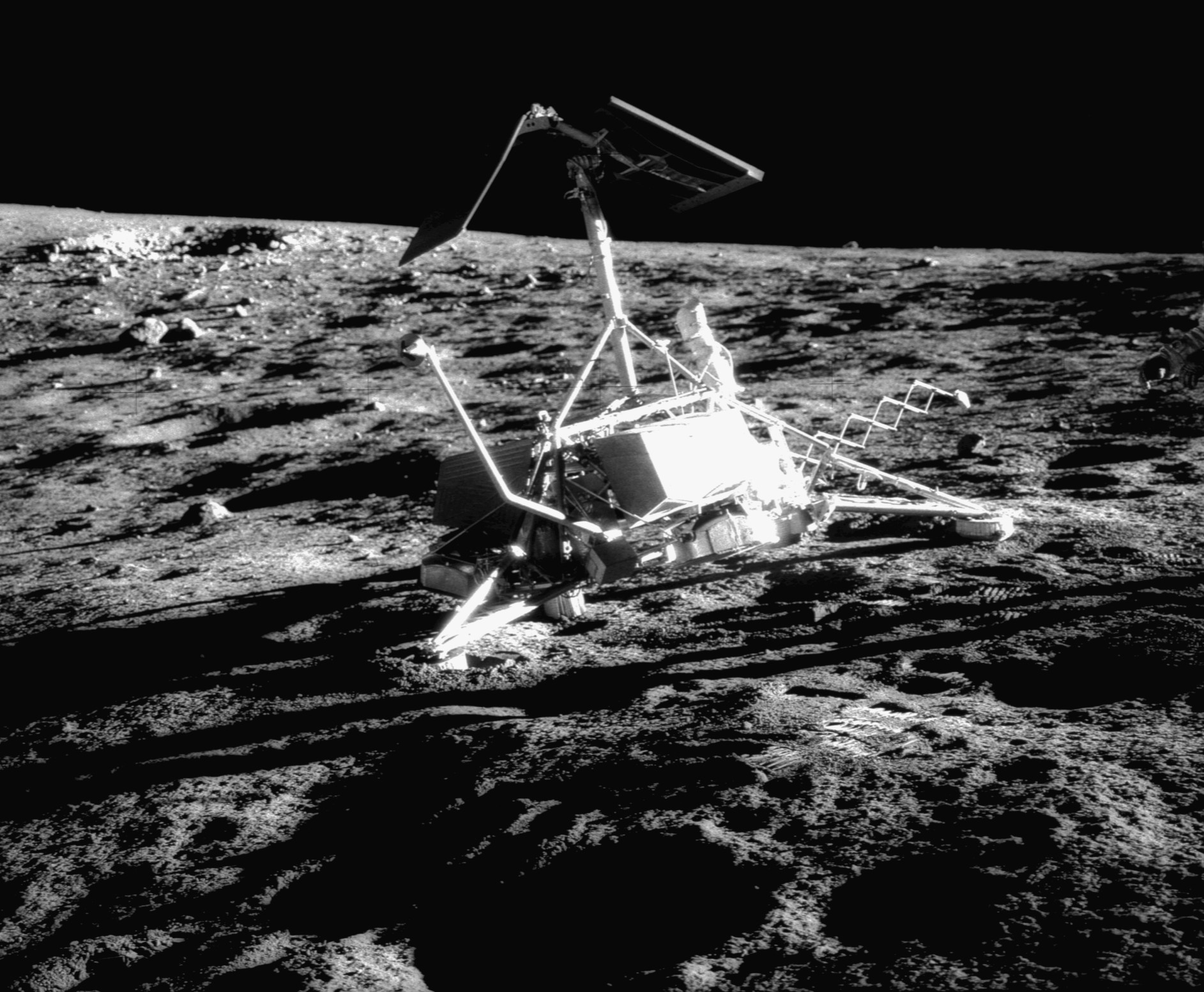
Surveyor 3 auf dem Mond, fotografiert von Alan Bean
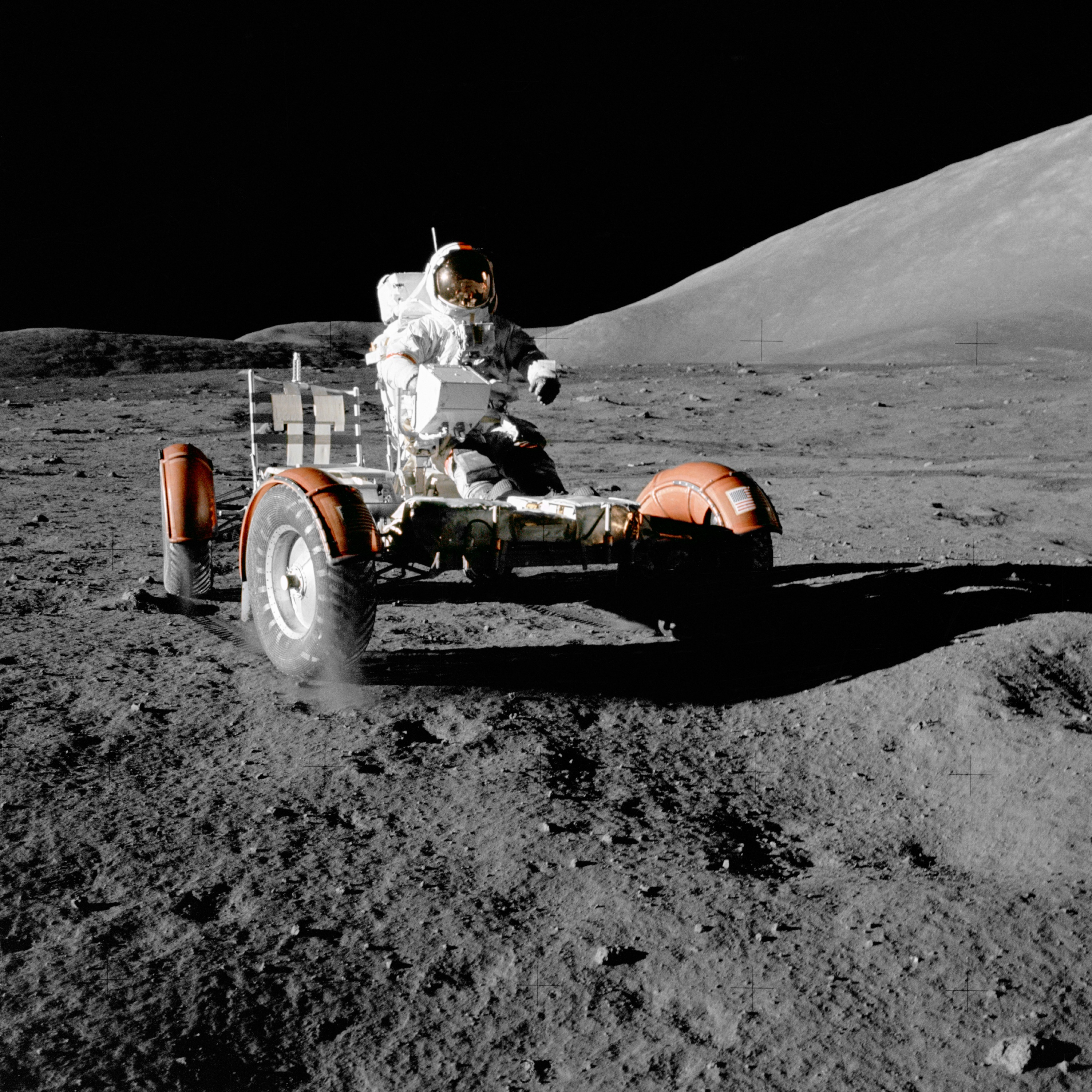
Eugene Cernan am 11. Dezember 1972 mit Lunar Roving Vehicle
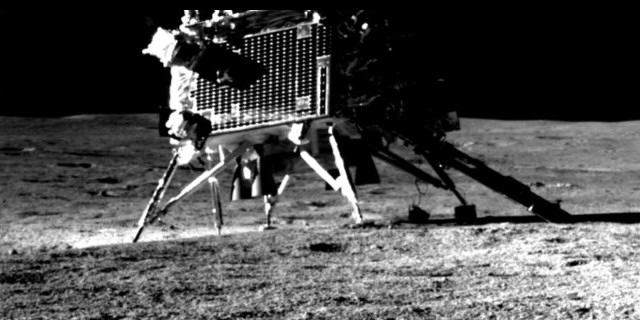
Chandrayaan-3-Lander, fotografiert vom Pragyan-Rover